# Vaxholms samrealskola
Vaxholms samrealskola var en realskola i Vaxholm verksam från 1920 till 1966. 

## Historia
Skolan inrättades 1920 som en kommunal mellanskola. Denna ombildades från 1 juli 1929 successivt till Vaxholms samrealskola.
Realexamen gavs från 1921 (eventuellt först 1929) till 1966.
En ny skolbyggnad uppfördes på 1950-talet, som övertogs av Norrbergsskolan, och som revs 2017. 